# Родинское (Волгоградская область)
Родинское — село в Еланском районе Волгоградской области России. Административный центр и единственный населённый пункт Родинского сельского поселения.

## География
Село находится в северной части Волгоградской области, в пределах Хопёрско-Бузулукской равнины, на левом берегу реки Одарюшка, на расстоянии примерно 22 километров (по прямой) к западу-юго-западу (WSW) от посёлка городского типа Елань, административного центра района. Абсолютная высота — 138 метров над уровнем моря.

## История
В 1928 году хутор Нахаловский был включён в состав Еланского района Камышинского округа (упразднён в 1930 году) Нижне-Волжского края (с 1934 года — Сталинградского края, с 1936 года — Сталинградской области). Хутор являлся административным центром Нахаловского сельсовета. В период с 1935 по 1959 годы хутор находился в подчинении Мачешанского района. В 1959 году Нахаловский сельсовет вновь вошёл в состав Еланского района. В 1962 году село Нахаловка было переименовано в село Родинское, а Нахаловский сельсовет — в Родинский сельсовет.

## Население
| 2010 | 2012 | 2013 | 2014 | 2015 | 2016 | 2017 |
| ---- | ---- | ---- | ---- | ---- | ---- | ---- |
| 292  | ↘276 | ↘274 | ↘271 | ↘268 | ↘257 | ↘249 |
| 2018 | 2019 | 2020 | 2021 |      |      |      |
| ↘242 | ↘241 | ↘237 | →237 |      |      |      |

Гендерный состав
По данным Всероссийской переписи населения 2010 года в гендерной структуре населения мужчины составляли 49 %, женщины — соответственно 51 %.
Национальный состав
Согласно результатам переписи 2002 года, в национальной структуре населения русские составляли 82 %.

## Инфраструктура
В Родинском функционируют средняя школа, фельдшерско-акушерский пункт и отделение Почты России.

## Улицы
Уличная сеть села состоит из шести улиц.